# Watkin Williams-Wynn (6e baronnet)
Watkin Williams-Wynn, 6e baronnet (22 mai 1820 - 9 mai 1885) est un homme politique du parti conservateur gallois qui siège à la Chambre des communes de 1841 à 1885.

## Biographie

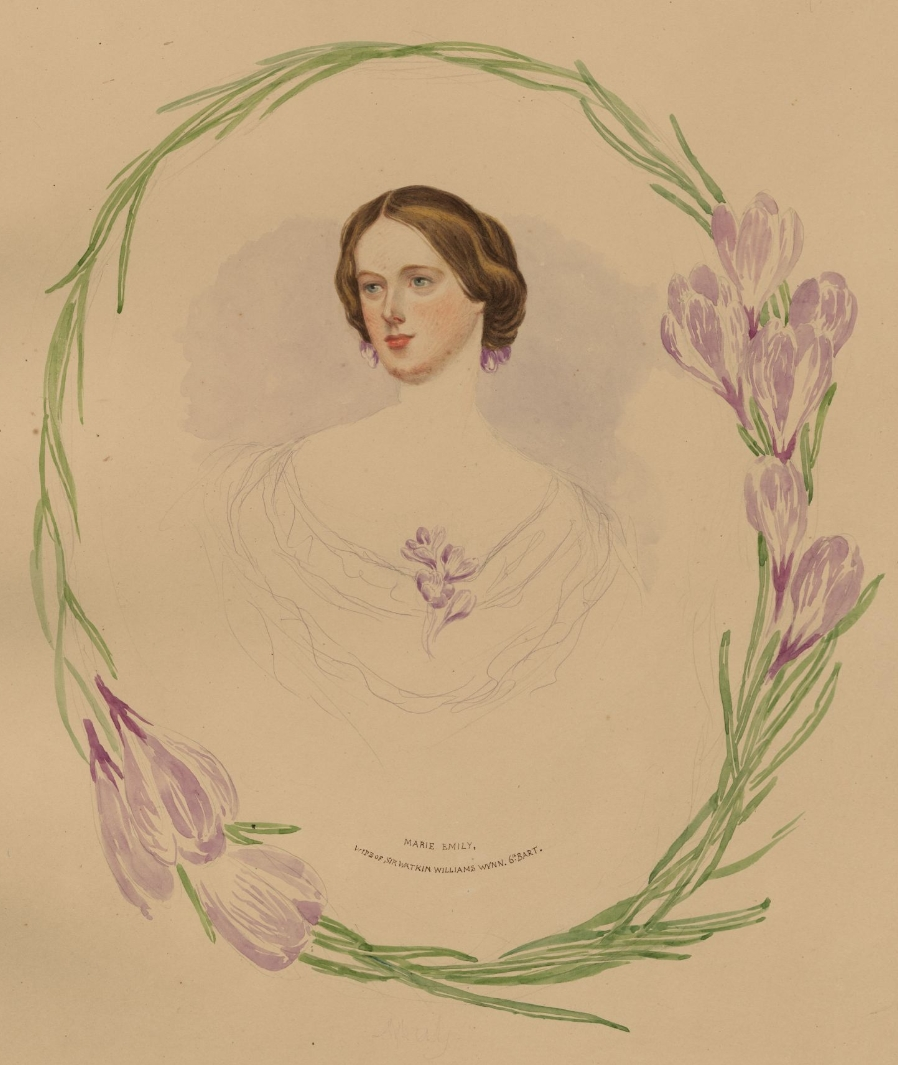
Marie Emily épouse de Watkins Williams Wynn.

Il est né à Londres, fils aîné de Watkin Williams-Wynn (5e baronnet) et de son épouse, Henrietta Antonia Clive, fille aînée d’Edward Clive (1er comte de Powis). Il fait ses études à la Westminster School et au Christ Church, Oxford. Il est cornette dans le 1er Life Guards en 1839 et lieutenant en 1842. Il succède à son père comme baronnet le 6 janvier 1840. Il est également au Magdalene College de Cambridge et obtient son diplôme de maîtrise en 1842.
Il est élu député du Denbighshire en 1841 et occupe ce siège jusqu'à son décès en 1885. Il a été tenu auparavant par son père, Watkin Williams-Wynn (4e baronnet) son grand-père et son arrière-grand-père, tous nommés Watkin Williams-Wynn.
Il est lieutenant-colonel du Montgomeryshire Yeomanry de 1844 à 1877 et des Denbighshire Rifle Volunteers de 1862 à 1885. Il est aide de camp de la reine Victoria en 1881. Il chasse quatre jours par semaine, étant nommé maître de la chasse à 23 ans. Il est directeur du Great Western Railway.
Après l'incendie qui détruit presque totalement Wynnstay en 1858, Watkin le reconstruit sur le même site entre 1859 et 1865, avec Benjamin Ferrey comme architecte.
Il épouse sa cousine, Marie Emily Williams-Wynn, la dernière fille d'Henry Watkin Williams-Wynn, le 28 avril 1852. Il a deux filles, Marie Nesta Williams Wynn (23 octobre 1868 - 26 janvier 1883), commémorée par un vitrail de l'église paroissiale de Ruabon et Louisa Alexandra Williams Wynn (1864-1911), seule héritière du domaine de Wynnstay, qui épouse également son cousin, Herbert Williams-Wynn (7e baronnet) (1860-1944), qui lui succède comme baronnet à sa mort en 1885.